# 7529 Vagnozzi
7529 Vagnozzi è un asteroide della fascia principale. Scoperto nel 1994, presenta un'orbita caratterizzata da un semiasse maggiore pari a 2,4586430 UA e da un'eccentricità di 0,1160136, inclinata di 3,76665° rispetto all'eclittica.
L'asteroide è dedicato all'astrofilo italiano Antonio Vagnozzi.